# Solpugyla masienensis
Solpugyla masienensis är en spindeldjursart som först beskrevs av Lawrence 1929.  Solpugyla masienensis ingår i släktet Solpugyla och familjen Solpugidae. Inga underarter finns listade i Catalogue of Life.